# Gassulawiya
Gassulawiya (... – 1312 a.C.) è stata Sposa Reale del re Ittita Muršili II.
Vissuta nel XIV secolo a.C., nonostante fosse la moglie principale del Re, Gassulawiya mai arrivò probabilmente a ricoprire il ruolo di Regina Regnante, occupato, all'ascesa al trono di suo marito, dall'ultima moglie del defunto suocero, la Regina Tawananna.
Al giovane re, incoronato poco più che ventenne nel 1321 a.C., dette tre figli maschi ed una femmina, due dei quali furono a loro volta re: Muwatalli II (nato tra il 1325 e il 1317) che succederà al padre sul trono e sarà re dal 1295 al 1272, e Hattušili III (nato tra il 1314 e il 1313) che usurperà il trono al figlio di Muwatalli, regnando dal 1265 al 1237, anno della sua morte.
Gassulawiya morirà di morte improvvisa e misteriosa nel 1312, episodio che sarà motivo di scontro durissimo tra il marito Muršili II e la matrigna, la principessa babilonese il cui nome alla nascita è stato per anni erroneamente tradotto come Malnigal, figlia del re Burnaburiash II, che suo padre Šuppiluliuma I aveva sposato negli ultimi anni di regno ed ascesa al ruolo di Regina Regnante con il nome ittita di Tawananna.
Mursili infatti riteneva la matrigna responsabile della morte della moglie, uccisa a suo dire con la magia, per impedirle di sottrarle il ruolo di Regina Regnante.
In realtà i figli di Šuppiluliuma I già da tempo mal sopportavano l'ultima consorte del padre, rea ai loro occhi di aver soppiantato la madre Henti (esiliata anni prima dal marito in favore della nuova moglie) e di aver portato a corte usi stranieri considerati eccessivamente disinvolti.
Malnigal sarà processata e condannata ma a differenza delle indicazioni degli aruspici (che ne consigliavano l'esecuzione) Mursili le risparmierà la vita, limitandosi ad allontanarla dal palazzo reale ed a rimuoverla da ogni ufficio occupato.
Gli storici oggi ritengono probabile che Tawananna fosse effettivamente coinvolta nella morte di Gassulawiya: sono stati rinvenuti alcuni sigilli reali che associano quest'ultima al marito definendola "Grande Regina"mentre Tawananna era ancora pienamente in carica, circostanza che fa ritenere agli storici che questa, sentendo sempre più insicura la propria posizione, abbia tramato per eliminare la rivale.
Mursili II, una volta vedovo ed allontanata Tawananna dal palazzo, sposerà negli ultimi anni del proprio regno la giovane Hurrita Danuhepa, facendone la nuova Regina Regnante dell'impero.